# Groupe des 90
Le Groupe des 90, aussi connu sous le nom du G90, est une alliance entre les pays les plus pauvres qui font partie de l'Organisation mondiale du commerce (OMC). 

## Historique
Le G90 émerge à la Conférence ministérielle de l'OMC à Cancún en septembre 2003, en prenant des positions communes. Il comprend des pays membres de l'Union africaine, des pays d'Asie-Pacifique et des pays d'Amérique centrale.

## Objectifs
La formation du G90 s'est érigée autour du besoin des nations en développement de peser sur les instances internationales et de promulguer des résolutions pour le règlement des différends commerciaux comme ceux traités par l'OMC. Par l'adoption d'une position et donc d'un vote commun, le G90 contrebalance les positions dominantes des pays riches dans l'élaboration des politiques commerciales mondiales et particulièrement dans les négociations autour des produits agricoles dont les économies des membres du G90 sont très dépendantes. 

## Membres du G90
Le G90 est principalement composé des Pays d'Afrique, Caraïbes et Pacifique. L'Union africaine en est également membre en tant qu'organisation. Malgré le nom, il y a 91 pays membres.
La carte des pays membres du G90 est disponible sur le site de La Documentation française.
Pays membres : Afghanistan ; Afrique du Sud ; Angola ; Antigua-et-Barbuda ; Bangladesh ; Bahamas ; Bhoutan ; Barbade ; Belize ; Bénin ; Botswana ; Burkina Faso ; Burundi ; Cap-vert ;  Cambodge ; Cameroun ; Comores ; Congo ; Côte d'Ivoire ; Cuba ; Djibouti ; Dominique ; Égypte ; Érythrée ; Eswatini ; Éthiopie ; Fidji ; Gabon ; Gambie ; Ghana ; Grenade ; Guinée (Conakry) ; Guinée-Bissau ; Guinée équatoriale ; Guyana ; Haïti ; Îles Cook ; Îles Marshall ; Îles Salomon ; Jamaïque ; Kenya ; Kiribati ; Laos ; Lesotho ; Liberia ; Madagascar ; Malawi ; Maldives; Mali; Maroc; Maurice; Mauritanie; Micronésie; Mozambique ; Myanmar ; Namibie ; Nauru ; Népal ; Niger ; Nigeria ; Niue ; Ouganda ; Palaos ; Papouasie-Nouvelle-Guinée ; République centrafricaine ; République démocratique du Congo ; République dominicaine ; Rwanda ; Saint-Christophe-et-Niévès ; Saint-Vincent-et-les-Grenadines ; Sainte-Lucie ; Samoa ; Sao Tomé-et-Principe ; Seychelles ; Sénégal ; Sierra Leone ; Somalie ; Soudan ; Soudan du Sud ; Suriname ; Tanzanie ; Tchad ; Timor oriental ; Togo ; Trinité-et-Tobago ; Tunisie ; Tuvalu ; Vanuatu ; Yémen ; Zambie ; Zimbabwe.